# Trichobius assimilis
Trichobius assimilis är en tvåvingeart som beskrevs av Wenzel 1976. Trichobius assimilis ingår i släktet Trichobius och familjen lusflugor.
Artens utbredningsområde är Venezuela. Inga underarter finns listade i Catalogue of Life.